# Euxesta schnusei
Euxesta schnusei är en tvåvingeart som beskrevs av Friedrich Georg Hendel 1909.
Euxesta schnusei ingår i släktet Euxesta och familjen fläckflugor. Artens utbredningsområde är Peru. Inga underarter finns listade i Catalogue of Life.